# فهرست مکان‌ها، وسایل و جایزه‌های دارای نام آلبرت اینشتین
نام آلبرت اینشتین در جاهای مختلفی مانند معادله و مفاهیمهای علمی، فناوری، کالج‌ها و دانشگاه‌ها، خیابان‌ها، ساختمان‌ها، دنیای هنر، تلسکوپ‌ها و در دنیای رسانه و مطبوعات مورد استفاده قرار گرفته‌است. این فهرست مربوط به مواردی است که با نام آلبرت اینشتین نام‌گذاری شده‌اند.

## مفاهیم علمی و ریاضیاتی
- چگالش بوز-اینشتین
- آمار بوز-اینشتین
- Einstein's mass–energy relation
- معادلات میدان اینشتین
- متریک فریدمان-لومتر-رابرتسون-واکر
- اینشتین (یکا)
- قرارداد جمع‌زنی اینشتین
- Einstein coefficients
- Einstein cosmological constant, see ثابت کیهان‌شناسی
- Einstein relation (kinetic theory)
- رابطه پلانک-اینشتین
- Einstein–Brillouin–Keller method
- نظریه اینشتین-کارتان
- Einstein–Hopf drag
- Einstein–de Haas effect
- Einstein–de Sitter universe
- Einstein–Maxwell–Dirac equations
- Einstein–Hermitian vector bundle
- کنش اینشتین-هیلبرت
- آزمایش فکری اینشتین-پودولسکی-روزن
- کرم‌چاله
- Einstein shift
- Einstein–Schrödinger equation, see معادله ویلر–دویت
- صلیب اینشتین
- معادلات میدان اینشتین
- Einstein force
- Einstein model and Einstein frequency, see جامد اینشتین
- Einstein manifold
- Einstein radius
- Einstein group
- حلقه اینشتین
- معادله‌های حرکت اینشتین–اینفلد–هافمن
- Einstein synchronisation
- تانسور اینشتین
- Higher-dimensional Einstein gravity
- Wiener–Khinchin–Einstein theorem
- Einstein pseudotensor, see Stress–energy–momentum pseudotensor
- Stark–Einstein law
- Stokes–Einstein equation (translational diffusion)
  - Stokes–Einstein–Debye equation (rotational diffusion)

## فنون
- یخچال اینشتین
- Tatung Einstein, an eight-bit home/personal computer
- رصدخانه اینشتین
- Einstein Telescope, a future third generation موج گرانشی detector
- Albert Einstein ATV, a European unmanned cargo resupply spacecraft

## آموزشگاه‌ها
- کالج پزشکی آلبرت اینشتین در دانشگاه یشیوا، برانکس، نیویورک